# Raphistemma pulchellum
Raphistemma pulchellum är en oleanderväxtart som först beskrevs av Roxburgh, och fick sitt nu gällande namn av Wallich. Raphistemma pulchellum ingår i släktet Raphistemma och familjen oleanderväxter. Inga underarter finns listade i Catalogue of Life.